# Ubbo
Ubbo är namnet på staden Uppsalas mytiske grundläggare. Johannes Magnus har i sin historia om de nordiska folken nämnt Noas sonson Magog, som den förste svenske kungen. En av hans söner hette Ubbo, vilken skulle ha grundat "Ubsalia" eller "Ubbes sal". I sitt arbete Tumbæ har Johannes Messenius berättat att Ubbo gravsattes i en hög strax söder om nuv. Helga Trefaldighets kyrka i Uppsala.  Redan tvåhundra år före Johannes Magnus omtalar magister Matthias Lincopensis att samme Ubbo hade tre söner, Sven, Nore och Dan, de tre nordiska ländernas stamfäder. Saxo omtalar Ubbo såsom "Uffo".

## Kvarteret Ubbo
I dagens Uppsala är Ubbo namnet på ett kvarter, alldeles ovanför Trefaldighetskyrkan, i hörnet av Övre Slottsgatan och Åsgränd. Där uppfördes 1968 Uppsala studentkårs hus (ofta kallat Ubbo-huset), efter en tävling ritat av arkitekterna Erik och Tore Ahlsén. I bottenvåningen var under 1970- och 80-talet inrymt ett av studenter ofta frekventerat konviktorium med namnet Ubbo.